# Chassidische Synagoge (Košice)

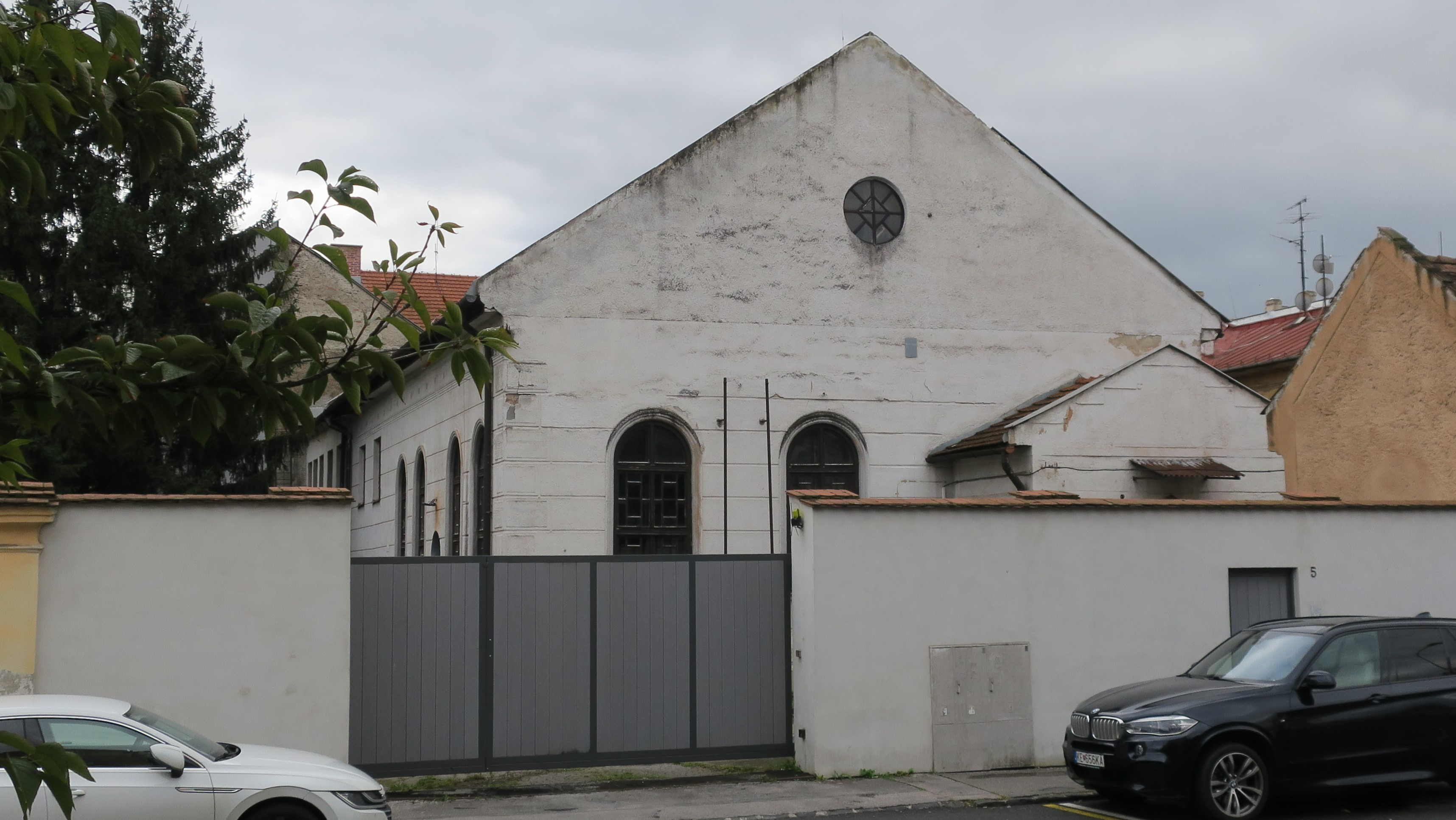
Synagoge, 2021

Die Chassidische Synagoge in Košice, einer Stadt in der Ostslowakei, wurde 1920 errichtet.

## Geschichte
Im Ersten Weltkrieg flohen vor und während der Schlacht in den Karpaten viele Juden aus Galizien vor der russischen Armee nach Ungarn und damit auch nach Košice. Unter den Flüchtlingen waren viele Chassiden. Diese errichteten nach dem Krieg in der Stadt (die nun zur Slowakei gehörte) eine eigene Synagoge.
Zwischen 1957 und 1959 wurde das Innere massiv umgebaut und dient als technisches Laboratorium für Metalle.

## Beschreibung
Das langgestreckte Gebäude ist mit einem Giebeldach bedeckt. Es ist von schlichter Gestalt und hat hohe Rundbogenfenster; an der von der Straße abgewandten Seite niedrigere in zwei Etagen.
In der ursprünglichen Form hatte die Synagoge zwei nach Osten ausgerichtete Gebetshallen, die jeweils durch ein Vestibül vom Süden bzw. Norden zu betreten waren.